# Guido Serguidi
Guido Serguidi (... – 1º maggio 1598) è stato un vescovo cattolico italiano.

## Biografia
Il fratello Antonio fu uno dei più stretti collaboratori del granduca di Toscana Francesco I de' Medici.
Intrapresa la carriera ecclesiastica, divenne vicario generale dell'arcivescovo di Firenze Antonio Altoviti
Il 2 ottobre 1574 papa Gregorio XIII lo nominò vescovo di Volterra. Ricevette la consacrazione episcopale il 28 ottobre seguente dalle mani dell'arcivescovo Alessandro de' Medici di Ottajano, arcivescovo metropolita di Firenze (poi cardinale e papa), co-consacranti i vescovi Stefano Bonucci, vescovo di Arezzo (poi cardinale), e Ottaviano Pasqua, vescovo di Gerace.
Durante il suo episcopato intraprese l'applicazione dei decreti emanati dal Concilio di Trento, promuovendo lavori sulla cattedrale in modo da adeguarla ai dettami tridentini. I lavori, compiuti tra il 1580 e il 1584, diedero l'aspetto attuale all'edificio. 
Nel 1576 consacrò la chiesa di San Lino, posta sul luogo in cui, secondo la tradizione, sorgeva la casa natale di Lino, 2º papa e vescovo di Roma. 
Nel 1598 avviò la visita pastorale alla diocesi, ma, ormai anziano e malato, si spense il 1º maggio di quello stesso anno.

## Genealogia episcopale
La genealogia episcopale è:
- Cardinale Juan Pardo de Tavera
- Cardinale Antoine Perrenot de Granvelle
- Cardinale Francisco Pacheco de Villena
- Papa Leone XI
- Vescovo Guido Serguidi